# Ruža Tomašićová
Ruža Tomašićová (* 10. května 1958, Mladoševica) je chorvatská policistka a konzervativní politička. Od roku 2013 je poslankyní Evropského parlamentu.